# Готэм (телесериал)
«Го́тэм» (англ. Gotham) — американский супергеройский телесериал, произведённый в сотрудничестве компаний Primrose Hill Productions, DC Entertainment и Warner Bros. Television. Сюжетно представляет собой предысторию комиксов о Бэтмене, рассказывая о его постепенном становлении на путь супергероя, однако центральным персонажем сериала является Джеймс Гордон — друг Бэтмена в полиции Готэма. Создателем «Готэма» является Бруно Хеллер, также известный по телесериалам «Рим» и «Менталист».
22 сентября 2014 года, в эфире телеканала Fox, был показан пилотный эпизод сериала. Премьера второго сезона состоялась 21 сентября 2015. Третий сезон увидел свет 19 сентября 2016 года, четвёртый — 21 сентября 2017 года. В мае 2018 года сериал был продлён на финальный пятый сезон. Финал сериала состоялся 25 апреля 2019 года.

## Синопсис
Сюжет сериала основан на персонажах издательства DC Comics и является фантазией на тему становления Бэтмена и его противников. Главным героем сериала является детектив Джеймс Гордон, пока не достигший звания комиссара. Брюс Уэйн, ещё не успевший стать Бэтменом, предстаёт обычным мальчиком-подростком, который только пережил убийство родителей — влиятельных предпринимателей и филантропов. «Готэм» представляет собой самостоятельный проект и никак не связан с расширенной вселенной DC Comics.

## Производство
24 сентября 2013 года телеканал FOX объявил о пропуске традиционного заказа пилотного эпизода для заказа телесериала «Готэм» на целый сезон. Исполнительным продюсером и сценаристом был назначен Бруно Хеллер. Позже было объявлено, что Дэнни Кэннон назначен режиссёром телепроекта.
Зимой 2014 года, говоря о Готэме на пресс-туре TCA, президент телеканала Fox описал телесериал, как «мыльную оперу самого высокого качества». Так же он отметил, что это не ещё одно дополнение ко «вселенной Бэтмена», а полная перезагрузка франшизы с самого начала. Он также заявил, что телесериал будет представлять собой собственную версию событий, не связанную с любой из кинематографических версий DC, отснятых ранее.
5 мая 2014 года Fox официально объявил о заказе первого сезона телесериала «Готэм» и включил его в расписание на новый телевизионный сезон 2014/15. Ранее телесериал задумывался как рассказ о начале борьбы Гордона с организованной преступностью в качестве нового сотрудника департамента полиции. Но проект получилось развить настолько, что кроме Брюса Уэйна в него удалось включить оригинальные истории других персонажей из вселенной Бэтмена — Робина, Красного колпака, Пингвина, Загадочника, Женщины-кошки, Двуликого, Джокера, Ядовитого Плюща, Мистера Фриза, Виктора Зсасза и Пугало. В мае были завершены съёмки пилотной серии.
Кори Майкл Смит, Робин Тейлор, Камрен Бикондова для более детального ознакомления со своими персонажами воспользовались комиксами, Смит при работе над личностью Эдварда Нигмы также использовал образ собственного одноклассника, который был очень тихим и невероятно умным.
В начале сентября видеосервис Netflix приобрёл у студии Warner Bros права на вещание в США и на международных рынках сериала «Готэм» после показа премьерного сезона на телевидении.
Премьерная серия «Готэма» стала самым популярным новым осенним шоу среди пиратов, за период с 17 по 29 сентября 2014 года он был скачан посредством торрентов по всему миру 1,33 миллиона раз, из которых 600 тысяч — в течение суток после премьеры. Эти цифры более чем в пять раз превышают показатели остальных новых сериалов.
Первый сезон, который стартовал 22 сентября 2014 года, был продлён на полный сезон 13 октября с заказом дополнительных 6 эпизодов, вследствие чего его длительность составила 22 эпизода.
17 января 2015 года канал продлил сериал на второй сезон. 21 сентября 2015 года стартовал показ второго сезона.
16 марта 2016 года сериал продлён на третий сезон.
В мае 2017 года сериал продлён на четвёртый сезон.
В мае 2018 года сериал был продлён на пятый сезон. 24 апреля 2019 года прошла премьера заключительной серии, подведя зрителей к началу истории о Бэтмене.

### Подбор актёров
В январе 2013 года было объявлено, что к телесериалу присоединится Донал Лог в роли Харви Буллока. В феврале Бенджамин Маккензи присоединился к телесериалу в роли Джеймса Гордона. Позже в этом же месяце было объявлено, что производство телесериала начнётся в марте в Нью-Йорке. В начале марта Давид Мазуз был назначен на роль Брюса Уэйна, а чуть позже Камрен Бикондову утвердили на роль Селины Кайл. В апреле Кори Майкл Смит был утверждён на роль Эдварда Нигмы
В 2014 году на «Chicago Comic & Entertainment Expo» Джим Каннингэм заявил, что Рене Монтойя будет одной из героинь телесериала.
Сам сериал имеет отсылки к другому сериалу на основе комиксов DC — «Стреле». Так, например, в кадре мелькают изображения офиса Queen Consolidated характерного зелёного цвета.

## Эпизоды
| Сезон | Сезон | Эпизоды | Оригинальная дата показа | Оригинальная дата показа | Рейтинг Нильсена | Рейтинг Нильсена   |
| Сезон | Сезон | Эпизоды | Премьера сезона          | Финал сезона             | Ранк             | Зрители (миллионы) |
| ----- | ----- | ------- | ------------------------ | ------------------------ | ---------------- | ------------------ |
|       | 1     | 22      | 22 сентября 2014         | 4 мая 2015               | 68               | 7,56               |
|       | 2     | 22      | 21 сентября 2015         | 23 мая 2016              | 89               | 5,37               |
|       | 3     | 22      | 19 сентября 2016         | 5 июня 2017              | 100              | 4,52               |
|       | 4     | 22      | 21 сентября 2017         | 17 мая 2018              | 129              | 3,69               |
|       | 5     | 12      | 3 января 2019            | 24 апреля 2019           | 125              | 3,68               |

## Критика

### Рейтинги
| Сезон | Таймслот (EST)    | Эпизодов | Премьера              | Премьера             | Финал            | Финал                | ТВ-сезон | Ранг | В среднем зрителей (миллионов) | В среднем (18–49) |
| Сезон | Таймслот (EST)    | Эпизодов | Дата                  | Зрителей (миллионов) | Дата             | Зрителей (миллионов) | ТВ-сезон | Ранг | В среднем зрителей (миллионов) | В среднем (18–49) |
| ----- | ----------------- | -------- | --------------------- | -------------------- | ---------------- | -------------------- | -------- | ---- | ------------------------------ | ----------------- |
| 1     | понедельник 20:00 | 22       | 22 сентября 2014 года | 8,21                 | 4 мая 2015 года  | 4,93                 | 2014–15  | 68   | 7,56                           | 2.8               |
| 2     | понедельник 20:00 | 22       | 21 сентября 2015 года | 4,57                 | 23 мая 2016 года | 3,62                 | 2015–16  | 89   | 5,37                           | 2.0               |
| 3     | понедельник 20:00 | 22       | 19 сентября 2016 года | 3,90                 | 5 июня 2017      | 3,03                 | 2016–17  | TBD  | TBD                            | TBD               |

### Отзывы
Агрегатор рецензий Rotten Tomatoes выставил первому сезону сериала рейтинг 90 % на базе 86 обзоров кинокритиков, со средней оценкой 7,3 из 10.

## Издания
| Сезон | Сезон | Сезон | Дата выхода DVD | Дата выхода DVD | Дата выхода DVD  | Дата выхода Blu-ray | Дата выхода Blu-ray |
| Сезон | Сезон | Сезон | Регион 1        | Регион 2        | Регион 4         | Регион A            | Регион B            |
| ----- | ----- | ----- | --------------- | --------------- | ---------------- | ------------------- | ------------------- |
|       | 1     | 1     | 8 сентября 2015 | 5 октября 2015  | 23 сентября 2015 | 8 сентября 2015     | 23 сентября 2015    |
|       | 2     | 2     | 16 августа 2016 | 1 августа 2016  | 7 июня 2017      | 16 августа 2016     | 7 июня 2017         |
|       | 3     | 3     | 29 августа 2017 | 28 августа 2017 |                  | 29 августа 2017     | 28 августа 2017     |

## Награды и номинации
| Год  | Наград                                                                                     | Номинация                                                  | Номинант                                       | Итог      | Ссылка        |
| ---- | ------------------------------------------------------------------------------------------ | ---------------------------------------------------------- | ---------------------------------------------- | --------- | ------------- |
| 2014 | Critics' Choice Television Award (Выбор телевизионных критиков)                            | Приз за самый захватывающий новый сериал                   | Готэм                                          | Победа    | [ 63 ]        |
| 2015 | American Society of Cinematographers (Премия американского общества кинооператоров)        | Эпизод из сериала                                          | Christopher Norr «Spirit of the Goat»          | Номинация | [ 64 ]        |
| 2015 | American Society of Cinematographers (Премия американского общества кинооператоров)        | Телевизионный фильм, мини-сериал или пилотная серия        | David Stockton «Pilot»                         | Номинация | [ 64 ]        |
| 2015 | Art Directors Guild                                                                        | One-hour period or fantasy single-camera television series | Doug Kraner "Pilot, " "Selina Kyle, " «Arkham» | Номинация | [ 65 ] [ 66 ] |
| 2015 | Gracie Award (Премия Грейси)                                                               | Лучшая драма                                               | Готэм                                          | Победа    | [ 67 ]        |
| 2015 | Motion Picture Sound Editors (Премия аудиомонтажёров кино)                                 | TV Short Form Music Score                                  | Ashley Revell «Lovecraft»                      | Номинация | [ 68 ]        |
| 2015 | NAACP Image Award (Премия Национальной ассоциации содействия прогрессу цветного населения) | Лучшая женская роль второго плана в драматическом сериале  | Джада Пинкетт-Смит                             | Номинация | [ 69 ]        |
| 2015 | People’s Choice Awards (Выбор народа)                                                      | Любимая новая драма на телевидении                         | Готэм                                          | Номинация | [ 70 ] [ 71 ] |
| 2015 | People’s Choice Awards (Выбор народа)                                                      | Любимый актёр в новом сериале                              | Бенджамин Маккензи                             | Номинация | [ 70 ] [ 71 ] |
| 2015 | People’s Choice Awards (Выбор народа)                                                      | Любимая актриса в новом сериале                            | Джада Пинкетт-Смит                             | Номинация | [ 70 ] [ 71 ] |
| 2015 | Saturn Award (Премия Сатурн)                                                               | Лучший телесериал о супергероях                            | Готэм                                          | Номинация | [ 72 ]        |
| 2015 | Saturn Award (Премия Сатурн)                                                               | Лучший молодой актёр в телесериале                         | Камрен Бикондова                               | Номинация | [ 72 ]        |